# AKKA Technologies
AKKA Technologies ist eine europäische Unternehmensgruppe mit weltweiten Standorten, tätig auf dem Gebiet der Ingenieurberatung und F&E-Dienstleistungen für die Mobilitätsindustrie. Das Unternehmen unterstützt Industrieunternehmen unter anderem aus der Automobil, Luftfahrt, Railway und Life-Sciences-Branche über den gesamten Lebenszyklus ihrer Produkte mittels digitaler Technologien. Die Aktien des Unternehmens wurden an den Euronext-Börsen in Brüssel und Paris notiert. Im Jahr 2018 erzielte der Konzern nach eigenen Angaben einen Umsatz von 1,5 Mrd. EUR. 2021 lag der Umsatz bei 1,553 Mrd. EUR.
2022 erfolgte die Übernahme aller Aktien des Unternehmens durch die Adecco-Gruppe. Akka wurde mit dem Adecco-Tochterunternehmen Modis zusammengeschlossen. Das neue Unternehmen soll unter dem Namen Akkodis auftreten; es sei nach eigenen Angaben mit 50.000 Ingenieuren die weltweite Nummer zwei unter den Anbietern von Engineering-Dienstleistungen.

## Geschichte
AKKA wurde 1984 von Maurice Ricci in Frankreich gegründet. Im Jahr 2012 erwarb AKKA 65 % der Anteile an der MBtech Group von der Daimler AG (heute Mercedes-Benz Group), 2018 die restlichen 35 %. 2016 übernahm AKKA das italienische Fahrzeugdesign-Unternehmen Bertone und das Wolfsburger Beratungsunternehmen Erlkönig, 2017 folgte die Stuttgarter Gigatronik-Gruppe, danach im Jahr 2018 die PDS Tech in den USA. Akka Deutschland liegt mit einem geschätzten Umsatz von 400 Millionen Euro im Jahr 2020 auf Rang vier der führenden Anbieter von Engineering Services in Deutschland.
Im Juli 2021 gab die Adecco Group AG bekannt, Akka Technologies für rund 2 Milliarden Euro zu übernehmen. Akka wird mit der Adecco-Tochter Modis zu Akkodis verschmolzen.